# 山莨菪
山莨菪为茄科山莨菪属的植物，高约1米，根粗壮，叶子較厚，有一定彈性，单叶互生，卵形或长椭圆形至椭圆状披针形，蒴果近球状，种子圆肾形。是中国的特有植物。分布在中国大陆的甘肃、西藏、云南、青海 (青藏高原)等地，生长于海拔2,800米至4,200米的地区，一般生长在山坡及草坡阳处，目前尚未由人工引种栽培。對山莨菪進行採集主要因其藥用功效，其植物生物活性的尼古丁和東莨菪鹼烷類生物鹼。作為中國傳統醫學中使用的50種傳統草藥之一，它在中國有顯著影響。秋、冬采集，洗净去外皮，切片晒干备用。以根入药。

## 别名
樟柳（青海） “唐川那保”（藏语译音） 唐古特莨菪

## 异名
- Anisodus tanguticus (Maxim.) Pascher var. viridulus C. Y. Wu et C. Chen ex C. Chen et C. L. Chen

## 外部連結
- L-天仙子胺 L-hyoscyamine （页面存档备份，存于） 中草藥化學圖像數據庫 (香港浸會大學中醫藥學院) （中文）（英文）